# Kevin Hill
Ne doit pas être confondu avec Kevin Hill (snowboard).
Kevin Hill est une série télévisée américaine en 22 épisodes de 42 minutes, créée par Jorge A. Reyes et diffusée entre le 29 septembre 2004 et le 18 mai 2005 sur le réseau UPN.
En France, la série a été diffusée à partir du 15 mai 2005 sur Canal+ et entre le 7 janvier et le 4 mars 2007 sur M6 puis rediffusée à partir du 3 novembre 2007 sur Téva, depuis le 10 janvier 2010 sur M6 et dès le 11 avril 2011 sur W9. Elle reste inédite dans les autres pays francophones.

## Synopsis
Kevin Hill, brillant avocat du cabinet DDK à New York, passe son existence entre aventures sentimentales sans lendemain et son travail.
Sa vie est bouleversée lorsqu'il apprend que son cousin vient de décéder en réparant son décodeur satellite, et qu'il lui confie sa fille Sarah, âgée seulement de quelques mois. Il quitte alors DDK pour un cabinet d'avocats plus adapté à ses nouvelles responsabilités, dans lequel il peut avoir des horaires flexibles. Ce cabinet est dirigé par une jeune maman, Jessie Grey.
Kevin retrouve dans ce cabinet Veronica Carter, la seule femme qui ne l'a pas rappelé après un premier rendez-vous amoureux. Il y fait également la connaissance de Nicolette Raye, une avocate du cabinet.
Dame, le meilleur ami de Kevin, trouve un baby-sitter de renom pour Sarah : George Weiss. C'est ainsi que Kevin doit concilier travail, famille et amour.
Mais un jour, la mère biologique de Sarah décide de récupérer sa fille.

## Distribution

### Acteurs principaux
- Taye Diggs (VF : Bruno Dubernat) : Kevin Hill
- Jon Seda (VF : David Kruger) : Damian « Dame » Ruiz
- Patrick Breen (VF : Sébastien Desjours) : George Weiss
- Christina Hendricks (VF : Sybille Tureau) : Nicolette Raye
- Kate Levering (VF : Barbara Delsol) : Veronica Carter
- Michael Michele (VF : Sophie Baranes) : Jessie Grey

### Acteurs secondaires
- Lisa Marcos (VF : Maïk Darah) : Evelyn Cruz (6 épisodes)
- Janaya Stephens (VF : Véronique Alycia) : Allison (6 épisodes)
- Leila Arcieri (VF : Pascale Vital) : Monroe McManus (5 épisodes)
- Meagan Good (VF : Laurence Dourlens) : Mélanie West (4 épisodes)
- Toni Braxton (VF : Laura Blanc) : Terry Knox (3 épisodes)

### Invités
- Gina Gershon : Carly Austin (épisode 01)
- John Ross Bowie : Wayne Ellis (épisode 03)
- Kathleen Munroe : Monica Salzburg (épisode 03)
- Josh Randall : Andrew LaFleur (épisode 03)
- Megan Ward : Heather Valerio (épisode 03)
- Tamara Hope : Laura Walker (épisode 04)
- Michelle Hurd : Dr Brooke Mills (épisode 04)
- Rhea Perlman : Eleanor Frank (épisode 04)
- Dylan Neal : Trevor Mallard (épisode 05)
- Sasha Roiz : Nick Bratt (épisode 05)
- Deborah Odell : Randi Rice (épisode 05)
- Shauna MacDonald : Dana Goyer (épisode 06)
- Meredith Monroe : Kate Ross (épisode 06)
- Aloma Wright : Nana Bea (épisode 08)
- Lyriq Bent : Jack Johnson (épisodes 08 et 21)
- Krista Sutton : Becca Pincus (épisode 09)
- Tyler Labine : Lukas Shapiro (épisodes 10 et 18)
- Paula Brancati : Shelby Hacker (épisode 11)
- Chris Diamantopoulos : Gil Hacker (épisode 11)
- Lee Thompson Young : Levi (épisode 12)
- Dorian Harewood : Professeur Lincoln Mathis (épisode 13)
- Eva Pigford : Sandra Clark (épisodes 16 et 20)
- Caroline Cave : Andrea Gardner (épisode 17)
- Michael Angarano : Ethan Claypool (épisode 17)
- Rick Fox : Stephen Melbourne (épisode 19)
- Yannick Bisson : Austin Brooks (épisode 21)
- Shenae Grimes : Katie Lassman (épisode 21)
- Wayne Brady : Pasteur Jerry Carver (épisodes 21 et 22)
- Idina Menzel : Francine Prescott (épisodes 21 et 22)

 Source et légende : version française (VF) sur RS Doublage et DSD Doublage Séries Database.

## Épisodes
1. Un papa d'enfer (Pilot)
2. Premiers pas (The Good Life)
3. Le cœur a ses raisons (Making the Grade)
4. SOS baby sitter (Homework)
5. Le Roman de George (Gods and Monsters)
6. Snack Daddy
7. Surmenage (House Arrest)
8. Défense rapprochée (Full Metal Jessie)
9. Joyeux anniversaire (Going for the Juggler)
10. Une question de confiance (The Unexpected)
11. Sauvons le Père Noël (Love Don't Live Here Anymore)
12. Mauvaise réputation (Homeland Insecurity)
13. Désillusion et trahison (Man's Best Friend)
14. La vie est si courte (A River in Egypt)
15. Abus de pouvoir (Occupational Hazard)
16. Père pour l’éternité (Cardiac Episode)
17. Ce que femme veut… (Only Sixteen)
18. L'union fait la force (In This Corner)
19. Face à face (The Monroe Doctrine)
20. Retour aux sources (Through the Looking Glass)
21. Sarah à tout prix (Sacrificial Lambs)
22. La Fin d'un rêve (Losing Isn't Everything)

## Commentaires
- Pour cacher sa grossesse, l’actrice Michael Michele, alias Jessie Grey, était habillée en pantalons larges dans plusieurs épisodes[6].

- Pour interpréter le rôle de Sarah, sept bébés furent utilisés au cours de la série[7].